# L'Île (film, 2000)
Pour les articles homonymes, voir L'Île.
Pour plus de détails, voir Fiche technique et Distribution.
L'Île (섬, Seom) est un film sud-coréen réalisé par Kim Ki-duk, sorti en 2000.

## Synopsis
Hee-jin est la propriétaire d'un hôtel, un ensemble d'îlots de pêche dans lequel elle tient le rôle de serveuse, de femme de ménage, de taxi-barque et même de prostituée pour certains locataires. Hee-jin se fait passer pour muette, est très mystérieuse et peut se montrer très violente envers ceux qui lui manqueraient de respect ou la gêneraient. Elle va tomber un jour amoureuse d'un jeune criminel en cavale, aux tendances suicidaires, qui va se réfugier dans une des maisons flottantes.

## Fiche technique
- Titre français : L'Île
- Titre original : 섬 (Seom)
- Titre anglais : The Isle
- Réalisation : Kim Ki-duk
- Scénario : Kim Ki-duk
- Production : Lee Eun
- Musique : Jeon Sang-yun
- Photographie : Hwang Seo-shik
- Montage : Kyeong Min-ho
- Pays d'origine : Corée du Sud
- Langue : coréen
- Format : couleurs - 1,85:1 - Dolby Surround - 35 mm
- Genre : drame
- Durée : 90 minutes
- Dates de sortie : 22 avril 2000 (Corée du Sud), 1er septembre 2000 (Mostra de Venise), 25 avril 2001 (France), 12 février 2003 (Belgique)
- Film interdit aux moins de 16 ans lors de sa sortie en France.

## Distribution
- Suh Jung : Hee-jin
- Kim Yu-seok : Hyun-shik
- Sung-hee Park : Eun-a
- Jo Jae-hyeon : Mang-chee
- Jang Hang-seon : Homme d'un certain âge

## Récompenses
- Nomination au Lion d'or de Saint Marc (meilleur film), lors de la Mostra de Venise 2000.
- Corbeau d'or, lors du Festival international du film fantastique de Bruxelles 2001.
- Prix de la meilleure actrice (Suh Jung), lors du Festival international du film Cinemanila 2001.
- Prix du jury et prix de la meilleure actrice (Suh Jung), lors du festival Fantasporto 2001.